# Black Mountain (Royaume-Uni)
Pour les articles homonymes, voir Black Mountain.
Ne doit pas être confondu avec Black Mountain (pays de Galles).
Black Mountain, ou Twyn Llech en gallois, est un sommet du Royaume-Uni culminant à 703 mètres d'altitude dans le massif des Black Mountains, à la frontière entre le comté du Herefordshire, dont il est le point culminant, en Angleterre, et celui de Powys, au pays de Galles. La partie supérieure de la montagne, couverte de landes, est facilement accessible en randonnée pédestre. Le versant gallois se trouve dans le parc national des Brecon Beacons.

## Toponymie
Twyn Llech, en gallois, signifie « colline de la dalle » ou « de la pierre ». Ce nom proviendrait de la « pierre des voleurs » (en anglais « The Thieves Stone », en gallois « Llech y Lladron », nom qui est encore repéré sur les cartes), large d'un mètre environ, qui trône près du sommet et associée à une légende. Toutefois, cette langue est devenue minoritaire dans cette région et un nom anglais s'est imposé.
Dans les années 1920, Arthur St George Walsh mentionne la montagne en tant que « E. Ridge (Large peat plateau) », soit « arête est (vaste plateau de tourbe) ». En 1933, W.T. Elmslie désigne plusieurs points sur la crête sous le nom de « Black Mountain (Frontier) ». En 1939 et 1940, Edward Moss l'identifie comme un sommet anonyme. Pourtant, des notes complémentaires de Ted Moss se réfèrent à un ouvrage publié en 1939 par B.T. Batsford, The Face of Britain Welsh Border Country by P. Thoresby Jones, qui mentionne Black Mountain : page 10, la confusion entre le massif de Black Mountain (en) et l'« arête s'étendant depuis Hay Bluff » est déjà soulevée ; page 31, il est écrit que « depuis le sud de Hay Bluff, cette crête de Black Mountain jette un long éperon étroit en direction de Longtown ». Il semble donc que le nom de Black Mountain s'appliquait jadis à la crête Hatterrall. Le premier à l'employer pour désigner le sommet, probablement inspiré d'une carte de Bartholomew (en), est William McKnight Docharty en 1962, suivi par Bridge en 1973, Wright en 1974, Marsh en 1985, Nuttall en 1989, etc.

## Géographie
Black Mountain est située au Royaume-Uni, à la frontière entre le comté de Powys, au pays de Galles, à l'ouest, et le comté non métropolitain et autorité unitaire du Herefordshire, en Angleterre, à l'est. Il se trouve à 25 kilomètres à l'ouest de Hereford, 58 kilomètres au nord de Cardiff et 100 kilomètres au sud-ouest de Birmingham. Le débouché de l'estuaire de la Severn sur le canal de Bristol, qui appartient à la mer Celtique, est à 50 kilomètres au sud-sud-est. Le sommet s'élève à 703 mètres d'altitude,, ce qui en fait le point culminant du Herefordshire. Sa hauteur de culminance par rapport à Rhos Dirion (en), à 4 700 mètres à l'ouest-sud-ouest, est de 154 mètres, ce qui en fait un marilyn, le seul traversé par la frontière entre l'Angleterre et le pays de Galles. Il fait partie des Black Mountains (en).

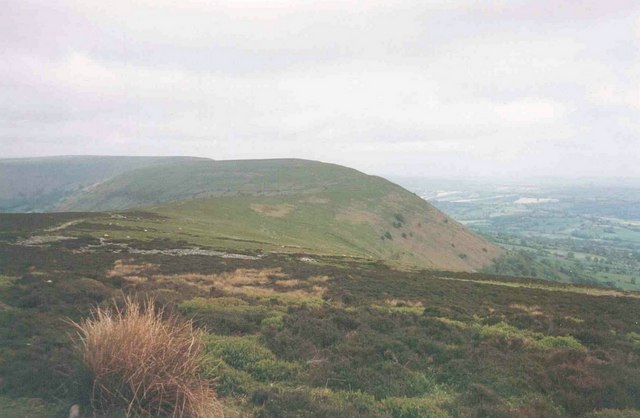
Vue depuis Hatterrall Hill en direction du nord, avec la vallée de la Monnow à droite.

La crête principale de la montagne est orientée du nord-nord-ouest au sud-sud-est. À son extrémité septentrionale et côté gallois se trouve Hay Bluff, à 677 mètres d'altitude, alors que dans la direction opposée, sur la frontière, s'élève une cime secondaire de Black Mountain, à 637 mètres d'altitude ; à l'est et entièrement du côté anglais se détache légèrement Black Hill, à 640 mètres d'altitude,. Le versant oriental de la montagne alimente la rivière Monnow et son affluent, l'Olchon Brook, alors que le versant occidental alimente la rivière Honddu, un autre affluent de la Monnow. Tout comme les torrents qui naissent au pied de Hay Bluff, au nord, ils font donc partie du bassin de la Wye, un affluent du fleuve Severn.
Black Mountain est constituée de grès et de mudstone appartenant à la formation Senni des vieux grès rouges, qui datent essentiellement du Dévonien. À l'ouest, la géomorphologie du vallon d'Ewyas (en), qui est parcouru par la rivière Honddu et qui longe la montagne jusqu'à Hatterrall Hill (531 m) au sud, suggère fortement une occupation par un glacier au cours d'une ou plusieurs glaciations quaternaires, même si ça n'a peut-être pas été le cas lors de la dernière période.
La partie supérieure de la montagne est couverte d'une vaste zone de landes tourbeuses à callune et myrtille. Le Grand Corbeau, le Faucon pèlerin, le Faucon émerillon et le Lagopède des saules y trouvent leur habitat le plus méridional de Grande-Bretagne.

## Activités

### Randonnée et ascension
Le sentier d'Offa's Dyke (en) parcourt la crête de Hay-on-Wye à Llanvihangel Crucorney (en) en passant aux abords, par le sommet de Black Mountain, sa cime méridionale et Hatterrall Hill. Un sentier plus raide, depuis l'ancienne auberge de jeunesse du vallon d'Ewyas, à l'ouest, permet également d'atteindre le sommet.

### Protection environnementale
Le versant occidental de Black Mountain est protégé depuis 1957 au sein du parc national des Brecon Beacons qui couvre une superficie de 1 350 km2. Toute la crête, de part et d'autre de la frontière, est également incluse dans le site d'intérêt scientifique particulier des Black Mountains, qui s'étend sur 7 927 hectares.